# Ракзино (Новосильский район)
Ра́кзино — деревня в  Новосильском районе  Орловской области. Входит в Голунское сельское поселение.

## География
Расположена на холмистом левом берегу реки Зуша в 4 км от административного центра села Голунь, в 22 км от районного центра Новосиль.

## История
В своей истории деревня имеет четыре известных названия — это Галань, Селицкое, Новосёлки, Ракзино. Первое название (по языковому происхождению — открытое безлесное место на возвышенности вблизи реки), может свидетельствовать о заселении данной местности северо-западными народами. Второе и третье — от слов новоселение, селиться. В ПКНУ (Писцовой книге Новосильского уезда) за 1678 год указано:  "За Микифором Тимофеевым сыном Шеншиным на Большой реке Зуше в Новоселной деревне поместье ..." . Впоследствии название Селицкое и Новосёлки употребляется уже как сельцо, то есть наличие в деревне господского дома. Поселение со временем разрасталось и появлялись новые владельцы. От их фамилий произошли названия отдельных небольших поселений — Шеншина, Крюкова (отселённый посёлок находился в 3 км от Ракзино и в 1915 году в нём было 97 человек и 26 дворов), Ракзина. Поэтому название Новосёлки со временем исчезло из обихода. Ракзино относилось к приходу села Подъяковлево (впоследствии упразднившегося) Крестовоздвиженской церкви.

## Население
| 1857 | 1859 | 1915 | 2010 |
| ---- | ---- | ---- | ---- |
| 310  | ↗336 | ↘221 | ↘21  |

В 1859 году в деревне насчитывалось 336 жителей и всего лишь 16 дворов.. В 1915 году — 221 человек и 30 дворов.